# San Andrés Cholula
San Andrés Cholula è una municipalità dello stato di Puebla, nel Messico centrale, il cui capoluogo è la località omonima.
Conta 100.439 abitanti (2015) e ha una estensione di 79,89 km². 	 	
Ci sono due versioni sull'origine del nomeCholula in lingua nahuatl. Il primo afferma che proviene da chololli, che significa fuggitivo, più il suffisso -lan, che indica un luogo. La seconda versione afferma che proviene dal verbo chololoa, che significa acqua corrente.